# عبد الرحمان راوية
عبد الرحمن راوية من مواليد 7 نوفمبر 1960 في مستغانم، مسؤول سامي وسياسي جزائري، وزير المالية في حكومة عبد المجيد تبون منذ 25 مايو 2017. تم تجديده في حكومة أحمد أويحيى.

## سيرة
من مواليد 7 نوفمبر 1960 في مستغانم، تخرج في العلوم القانونية من جامعة الجزائر وحاصل أيضًا على شهادة من المدرسة الوطنية في كليرمون فيران (فرنسا).
بدأ تشغيله منذ عام 1985 في القطاع المالي، وبدأ عبد الرحمن راوية مسيرته المهنية في وزارة المالية على التوالي كمدير في مديرية الدراسات والتشريعات الضريبية (1985-1987)، رئيس مكتب اتفاقيات الضرائب الدولية (1990-1993) نائب مدير اتفاقيات الضرائب الدولية (1993-2000) ومدير التشريعات الضريبية (2000-2003).
على الصعيد الدولي، كان راوية خبير في صندوق النقد الدولي (IMF) في جمهورية الكونغو الديمقراطية من 2003 إلى 2005.
تم تعيينه لاحقًا للدراسة والتلخيص في مكتب وزير المالية من عام 2005 إلى عام 2006، ثم المدير العام للضرائب  منذ يونيو 2006 حتى تعيينه رئيسًا لوزارة المالية. المالية.
عبد الرحمن راوية متزوج ولديه طفلان.

## وظائف
- منذ عام 2017 : وزير المالية
- 2006 - 2017 : مدير عام الضرائب
- 2005 - 2006 : موظف أبحاث وتوليف في مكتب وزير المالية
- 2003 - 2005 : خبير في صندوق النقد الدولي في جمهورية الكونغو الديمقراطية
- 2000 - 2003 : مدير التشريع الضريبي بوزارة المالية
- 1993 - 2000 نائب مدير اتفاقيات الضرائب الدولية بوزارة المالية